# 臨界角
臨界角（りんかいかく、英: Critical angle）は、屈折率が大きいところから小さいところに光が向かうとき、全反射が起きる最も小さな入射角のことである。臨界角 θc は以下のように表される。
{\displaystyle \theta _{c}=\arcsin \left({\frac {n_{2}}{n_{1}}}\right)}
| n1 | : | 入射元の物質の屈折率 |
| n2 | : | 進行先の物質の屈折率 |
この式からもわかるように、n1 < n2 のとき、全反射は起きないので臨界角をもたない。